# Pascal Mainchin
Pascal Mainchin est un tireur de l’équipe de France qui a remporté l'épreuve Mariette aux championnats du monde MLAIC organisés en 2004 à Batesville aux États-Unis
Il débute le tir sportif en 1984 en école de tir "armes modernes" puis prend un virage à 90° à partir de 1994 lorsqu'il décide de pratiquer la discipline très spécifique du tir à l'arme ancienne, dont il intègre l’équipe de France.[réf. nécessaire]